# Psalm 1
Psalm 1 is de eerste psalm uit het boek Psalmen in de Hebreeuwse Bijbel. In sommige vertalingen wordt deze psalm als proloog van Psalm 2 gezien.

## Analyse
Het psalmboek is ingedeeld in vijf boeken. Psalm 1 is dus het eerste boek van het eerste deel van de psalmen 1-41. Volgens Jan Ridderbos kan men zeggen dat het bijbelboek Psalmen wordt geopend door twee psalmen, waarvan de eerst de Wet en de tweede de Messiaanse heilsbelofte representeert.
Psalm 1 (en 2) heeft geen opschrift. Uit de tekst wordt niet duidelijk wie de dichter is en in welke tijd de psalm gedicht is.
Samen met (minstens) Psalm 32, 34, 37, 49, 112, 127, 128 en 133 behoort Psalm 1 tot de wijsheidspsalmen.

## Interpretatie
Deze psalm wordt soms gezien als een les in wie mensen moeten zijn: mensen die Gods wet overdenken, vreugde vinden in Gods wet en zich niet laten beïnvloeden door zicht in te laten met de onrechtvaardigen, wettelozen.

### Vers 1
Vers 1 bestaat uit een zaligspreking en drie zinsdelen die elkaar verduidelijken. 'Welgelukzalig' wordt ook wel vertaald met 'gelukkig te prijzen is'. Het is het tegenovergestelde van het 'wee' dat van de goddelozen geldt. In de Bergrede gebruikt Jezus het overeenkomstige Griekse woord voor zijn zaligsprekingen.
Volgens Jan Ridderbos mag 'de man' worden gezien als de huisvader, met wiens leven en lot dat van het gezin ten nauwste verbonden is.
'Wandelen in de raad' wil zeggen dat men met hen (de goddelozen) mee doet. De goddelozen zitten samen, dat wil zeggen dat ze vergadering, slechte plannen beramen.
De goddelozen, zondaars en spotters zijn drie woorden voor hetzelfde soort mensen.
Dit vers veroordeelt niet zozeer het samenzijn met de goddelozen (er wordt niet aangestuurd op wereldmijding), maar het samenspannen en meedoen met de goddelozen.

### Vers 2
Van 'de man' wordt eerst zijn 'wandel' genoemd en daarna zijn liefde tot de wet, de Thora.
De joodse godsdienstfilosoof Martin Buber vertaalde het woord 'wet' met 'Weisung' en 'overdenken' met iets als 'murmelen'. De vertaling van thora door 'wet' heeft iets eenzijdigs. Men hoeft hier niet slechts te denken aan de Tien Geboden of de wetteksten van Mozes, maar mag denken aan de gehele onderwijzing van God in de Pentateuch of openbaring. Men hoeft in het woord 'thora' dan ook geen tegenstelling tussen 'wet' en 'genade' te lezen.
De wet van JHWH moet steeds opnieuw gelezen, gemurmeld, overdacht worden. In Psalm 1 is sprake van het mediteren van Gods Woord. De rechtvaardige beleeft vreugde aan de 'thora'. Het onderwijs van de 'thora' verkwikt de ziel, verheugt het hart en is zoeter dan honing (Psalm 19:8-11; Romeinen 7:22). Er wordt dus geen intellectueel kennisnemen van de wet bedoelt. De praktische theoloog Rudolf Bohren stelt over christelijke meditatie: Het is net als eten. Je kunt vol raken, maar je kunt niet voor altijd eten, je kunt niet vol blijven. Je moet Gods Woord, Gods wet, steeds opnieuw overdenken.
Dat de 'rechtvaardige' de wet van JHWH dag en nacht overdenkt wil niet zeggen dat hij of zij vierentwintig uur per dag de wet overdenkt. Uit het derde vers blijkt dat de rechtvaardige ook andere dingen doet. ‘Dag en nacht’ wil zeggen dat het overdenken van Gods wet zijn of haar leven beheerst. Dat overdenken is geen zware last, want het geeft hem vreugde.
Het zou volgens Jochem Douma een misverstand zijn om bij de 'rechtvaardigen' aan de Israëlieten te denken en bij de 'goddelozen' aan de heidenen te denken. De tegenstelling brengt een kloof tussen de Israëlieten aan het licht. Uit deze psalm kunnen we opmaken hoe de rechtvaardige hoort te zijn en niet hoe de praktijk van het leven vaak is, zoals blijkt uit andere psalmen. De rechtvaardigen zijn - ook in de psalmen - ook heel vaak geen heiligen.

### Vers 3
Het derde vers is een uitwerking van het 'welgelukzalig' uit het eerste vers. Een vruchtboom in het Midden-Oosten heeft het meeste water nodig in het droge seizoen. Psalm 1 belooft echter dat de rechtvaardige, die Gods Woord overdenkt zal zijn zijn als een boom die geplant is aan waterbeken. De waterbeken kunnen ook irrigatiekanalen zijn. Wat Gods woord en wil voor de gelovigen is, dat is het water voor de vruchtboom. Doordat de boom voldoende water heeft kan en zal hij vrucht geven. Het is een belofte die verbonden is aan de rechte wandel, het leven met Gods Woord en geboden.
Er zijn ook bijbelteksten en psalmteksten waarin de gelovige worstelt met de gedachte dat het goed gaat met de gelovigen of rechtvaardigen, zoals Psalm 73:2-3 waarin de dichter zingt dat het slecht met hem gaat en goed gaat met de goddelozen.
Het slot van vers 3 laat zien dat de rechtvaardige ook andere dingen doet dan 'dag en nacht' Gods wet overdenken. 'Dag en nacht' uit het tweede vers moet daarom ook niet letterlijk worden opgevat.

### Vers 4
De goddeloze wordt vergeleken met kaf dat geen standhoudt, maar door de wind heen en weer geslingerd wordt.

### Vers 5
Gezien de parallellie van de woorden ‘gericht’ en ‘vergadering’ valt te denken aan een gericht in dit leven. Al kan het laatste oordeel niet worden uitgesloten.

### Vers 6
In deze psalm worden twee wegen voorgehouden, de weg van de rechtvaardige die naar het leven leidt en de weg van de goddeloze die uitkomt bij de ondergang. Een tussenweg is er niet. Bij het lezen van de psalm moet men bedenken dat deze eerste psalm wil onderwijzen. Het is didactische wijsheidsliteratuur. De leer van de twee wegen is niet bedoeld om de complexiteit van het leven in al zijn schakeringen naar voren te brengen, maar om op kernachtige wijze inzicht te verschaffen omtrent de fundamentele keuzes die ieder mens moet maken.

## Muziek
Psalm 1 is diverse malen berijmd in psalmberijmingen op de Geneefse melodieën. De psalm kan hierdoor worden gezongen in de Staatsberijming van 1773, de nieuwe berijming van 1968, de berijming uit het Gereformeerd Kerkboek en in De Nieuwe Psalmberijming uit 2020. Daarnaast zijn de eerste drie verzen op muziek gezet en te vinden in de bundel Opwekking (lied 244).

### Muziek
- Verschillende berijmingen van de Geneefse melodie op psalmboek.nl
- Franstalige samenzang op de Geneefse melodie in de Waalse Kerk te Leiden (organist: Erik van Bruggen)

1 · 2 · 3 · 4 · 5 · 6 · 7 · 8 · 9 · 10 · 11 · 12 · 13 · 14 · 15 · 16 · 17 · 18 · 19 · 20 · 21 · 22 · 23 · 24 · 25 · 26 · 27 · 28 · 29 · 30 · 31 · 32 · 33 · 34 · 35 · 36 · 37 · 38 · 39 · 40 · 41 · 42 · 43 · 44 · 45 · 46 · 47 · 48 · 49 · 50 · 51 · 52 · 53 · 54 · 55 · 56 · 57 · 58 · 59 · 60 · 61 · 62 · 63 · 64 · 65 · 66 · 67 · 68 · 69 · 70 · 71 · 72 · 73 · 74 · 75 · 76 · 77 · 78 · 79 · 80 · 81 · 82 · 83 · 84 · 85 · 86 · 87 · 88 · 89 · 90 · 91 · 92 · 93 · 94 · 95 · 96 · 97 · 98 · 99 · 100 · 101 · 102 · 103 · 104 · 105 · 106 · 107 · 108 · 109 · 110 · 111 · 112 · 113 · 114 · 115 · 116 · 117 · 118 · 119 · 120 · 121 · 122 · 123 · 124 · 125 · 126 · 127 · 128 · 129 · 130 · 131 · 132 · 133 · 134 · 135 · 136 · 137 · 138 · 139 · 140 · 141 · 142 · 143 · 144 · 145 · 146 · 147 · 148 · 149 · 150 · 151